# ロス・アンデス県 (チリ)
ロス・アンデス県（スペイン語：Provincia de Los Andes）は、チリの中央部にあるバルパライソ州 (V) の8つの県のうちの1つである。県都はロス・アンデス市。

## 政治
県であるロス・アンデスは、第二級行政区画であり、大統領によって任命される知事が政治を行っている。2010年4月22日に、ピニェラ大統領によって任命されたQuiroz Edith Ortizは、ロス・アンデス県知事の職に就いた初の女性である。

### コムーナ
県では、各自治体の市長と議会により政治が行われる、4つのコムーナ（スペイン語：comunas）から構成される。
- カジェ・ラルガ
- ロス・アンデス
- サン・エステバン
- リンコナダ

## 地理と人口動態
県は、内陸部に位置する。以下は、2002年の国勢調査による。
- 面積：3,054.1㎡（1,179平方マイル、州内2位）
- 人口：91,683人（州内6位）
  - 男性：46,325人
  - 女性：45,358人
  - 都市的地域：74,104人
  - 地方：17,579人